# 941
Anul 941 (CMXLI) a fost un an obișnuit al calendarului gregorian.

## Nașteri
- 24 ianuarie: Hugo Capet, 55 ani, Dux Francorum (956-987) și rege al Franței (987-996), (d. 996)
- Brian Boru, 72 ani, rege al Irlandei (1002-1014), (d. 1014)